# Wessel-Inseln
Die Wessel-Inseln (engl. Wessel Islands) sind eine Inselgruppe in Australien. Sie gehören zum Bundesstaat Northern Territory  und erstrecken sich in einer Kette nordöstlich vom Arnhemland ins Meer hinaus.
Marchinbar Island ist die größte Insel der Gruppe, weitere Inseln sind Elcho Island, Rimbija Island (die am weitesten im Ozean liegende der Inseln), Guluwuru Island, Raragala Island, Stevens Island, Burgunngura Island, Djeergaree Island, Yargara Island, Drysdale Island, Jirrgari Island, Graham Island, Alger Island, Abbott Island und Howard Island.
Bumaga Island und Warnawi Island werden sowohl zu den Wessel-Inseln als auch zu den Cunningham-Inseln gezählt.

## Entdeckung der Wessel-Inseln
Eine über 600 Jahre alte Münze aus dem afrikanischen Kilwa, die auf den Wessel-Inseln gefunden wurde, lässt Wissenschaftler vermuten, dass portugiesische Seefahrer bereits Anfang des 16. Jahrhunderts die australische Küste erreichten. Die Portugiesen hatten Kilwa 1505 erobert. 1515 landeten sie erstmals auf dem gegenüber gelegenen Timor.
Offiziell wurden die Wessel-Inseln von Pieter Piertszoon  (auch: Pierterszoon oder Pietersen) entdeckt und nach dem Schiff „Wessel“ benannt. 1636 schickte der Generalgouverneur von Batavia Antonio van Diemen eine Expedition nach Norden, die aus den zwei Schiffen Klein Amsterdam und der Wessel bestand. Kommandeur war Gerrit Thomas Pool, der am 28. April 1636 während der Expedition auf Neuguinea getötet wurde. Piertszoon führte die Expedition weiter bis zur Rückkehr nach Batavia. Auf der Reise entdeckte er die Cobourg Peninsula, Melville-Insel und den Eingang zur Dundas-Straße (trennt die Bathurst- und die Melville-Insel vom Festland).